# Revija Urbane KulturE – Evo RUKE!
Revija Urbane KulturE – Evo RUKE, glazbena manifestacija u Splitu. Održava se svakog ljeta. Počinje krajem lipnja i završava na trećini rujna. Održava se niz koncerata i performansa u splitskom Đardinu, jedinom parku u užoj gradskoj jezgri. Te dane Đardin je mjestom jazza, bluesa i rock'n'rolla, prave urbane glazbe. Posjetiteljima je ulaz besplatan. Izvodi se uživo kvalitetna domaća i inozemna glazba. Nastupaju hrvatski izvođači, ponajviše iz Splita i bliže okolice. U programu su autorski koncerti, tematski dani i cover sastavi. U sklopu revije od 2018. godine održava se Split Open Jazz Fair. Ostali tematski podprogrami su Zlatni Grgur i Split Blues Festival. Zlatni Grgur odnosno Turneja tri Grgura je manifestacija u sklopu Evo RUKE. Ojedinjuje kulturnu ponudu tri hrvatska grada koja imaju Meštrovićev spomenik Grgura Ninskog – Nina, Splita i Varaždina.
Organizator festivala je Stevo Vučković (Stiv Stividen).
Manifestacija je zamišljena pretenciozno,  nacionalna smotra domaćih izvođača urbane glazbe svih žanrova i trebala bi obuhvatiti sve dobne skupine, od novaka do prekaljenih poznatih hrvatskih umjetnika, iz svih dijelova Hrvatske. Vučković ističe da mu je koncepcija uvijek ista: revitalizacija devastirane kulturne, glazbene scene grada, a drugo, demarginalizacija žanrova kao što su blues i jazz. Zbog neimaštine i nedostatnih vanjskih izvora, Evo ruke! zamišljen je kao okvir i ima potprograme.